# A Limia
A Limia est une comarque de la province d'Ourense en Galice (Espagne). La comarque est composée des communes suivantes :
- Baltar
- Os Blancos
- Calvos de Randín
- Porqueira
- Rairiz de Veiga
- Sandiás
- Sarreaus
- Trasmiras
- Vilar de Barrio
- Vilar de Santos
- Xinzo de Limia